# Doamna Chiajna

Statuia Doamna Chiajna realizată de sculptorul Nicolae Popa, amplasată în satul Chiajna

Doamna Chiajna (n. aprox. 1525, Polonia – d. 1588), soția domnului Țării Românești, Mircea Ciobanul, a fost fiica domnului Petru Rareș al Moldovei și nepoata lui Ștefan cel Mare.

## Biografie
Se presupune că s-ar fi născut, pe la 1525, în Polonia. Chiajna este numele slavon pentru Despina, însă numele ei de botez era Ana. În 1545 s-a măritat cu domnul Țării Românești, Mircea Ciobanul, cunoscut în istorie pentru măcelărirea boierilor pe care îi bănuia de trădare. Din această căsătorie au avut trei băieți și mai multe fete. După moartea lui Mircea Ciobanul în 21 septembrie 1559, se instituie ca tutore a fiului ei cel mai mare Petru cel Tânăr, în vârstă de 13 ani, pentru care a obținut tronul. Îi întărește domnia fiului prin daruri trimise turcilor, de unde a cerut și doi tineri fanarioți pentru fiicele sale. Au fost propuși tânărul și chipeșul Stamatie Paleologu și bătrânul Cantacuzen. Fiica ce trebuia să se căsătorească cu bătrânul, a fugit cu tânărul boier român Radu Socol. Ca să spele rușinea aruncată pe obrazul Porții otomane, Chiajna a trimis alte noi daruri mari. În același timp ca să se răzbune pe boieri, a dat ordin să fie omorâți mai mulți dintre ei. În 1574 și-a măritat o altă fiică cu sultanul Murad. După un an însă, a căzut în dizgrația turcilor, care au exilat-o la Alep, în Siria. Aici a trebuit să-și câștige existența cu negustoria și țesutul. A murit în 1588, iar mormântul este la Galata.
A fost o doamnă energică, isteață, urzitoare de intrigi și dornică de putere, dar și o admirabilă mamă, capabilă de orice jertfă pentru copiii ei. Ea a inițiat ctitorirea a numeroase așezăminte religioase și a înființat în 1552, la Câmpulung Muscel, una dintre cele mai vechi școli românești.
În comuna Chiajna din județul Ilfov, la jumătatea lunii noiembrie, în organizarea autorităților locale, se serbează Ziua Doamnei Chiajna, cu depuneri de flori la statuia realizată de sculptorul Nicolae Popa.

## Luptele pentru putere
În septembrie 1559, după ce Mircea Ciobanul a murit, boierii refugiați în Ardeal, de frica crudului și nemilosului voievod, au răsuflat ușurați, au adunat în mare grabă o mică armată și, trecând munții, s-au îndreptat spre București cu gândul de a prelua ei puterea. Doamna Chiajna, văduva lui Mircea, dorind cu orice preț să-și ocrotească minorul ce-l instalase deja pe tron, s-a pus, atunci, ea însăși în fruntea armatei domnești, ieșindu-le în întâmpinare boierilor pribegi. Era pentru prima dată, în istoria României, când o femeie conducea o armată de război. Astfel, în lupta sa pentru putere, doamna Chiajna a avut, în ordine, trei lupte, în interval de doar o lună: la Românești, la Șerbănești și la Boianu.

## Legenda
Neagu Djuvara comentează despre domniță, ca și despre alți domnitori din aceeași perioadă, că  "au tăiat atâția boieri (ca și Lăpușneanu în Moldova), încât s-a crezut un timp în istoriografia noastră că boierimea din epoca medievală fusese exterminată în ambele țări și că boierimea din secolul XVII reprezintă o serie cu totul nouă" .
Pornind de la această legendă, Alexandru Odobescu a scris o nuvelă istorică despre viața ei.

## Familie
Chiajna a Moldovei, nepoata lui Ștefan cel Mare, s-a căsătorit cu Mircea Ciobanul. Din această uniune au rezultat 7 copii, 3 băieți și 4 fete: 
- Stanca a Valahiei (1546 – 1601). Această s-a căsătorit cu logofătul Ion de la Pitești[9] . Mariajul a produs doi copii, un băiat și o fată.
- Petru cel Tânăr, Domn al Țări Românești ( 1547 – 19 august 1569). Acesta s-a căsătorit cu Elena Cherepovici, iar uniunea aceasta a produs o fată, Tudorița[10] ( Teodora)[11].
- Radu al Valahiei (n. 1549 – April 1591)
- Mircea al Valahiei (n.1550)
- Anca a Valahiei (n.1552). Întâi a fost căsătorită cu Radu Socol, fiul vornicului Socol[12]. S-a căsătorit pentru a doua oară cu banul Neagoe.[9][13]
- Marina a Valahiei (n.1553). Această s-a căsătorit cu Mihail Cantacuzino, neguțător în Imperiul Otoman, in 1566[14][15]. După anularea primului mariaj în același an, ea s-a căsătorit cu Stamate Paleologul, nepotul patriarhului Ioasaf al Constantinopolului.[9][16]
- Dobra a Valahiei (1556 – 1595). Cunoscută ca Nazperver Sultan. Aceasta a devenit concubina Sultanului Murad al III-lea cu care a avut patru copii.[9]

## Află mai multe
- despre Tarile Romane în Evul Mediu, în  O scurtă istorie a românilor povestită celor tineri  de Neagu Djuvara
- citește nuvela lui Al. Odobescu la WikiSource
- articolul O doamnă cultă[nefuncțională]
 în Pas cu Pas, nr 2/ 2003
- https://en.wikipedia.org/wiki/Nazperver_Hatun